# Przedudzie
Przedudzie, prefemur  (łac.: praefemur, trochantellus) – człon odnóża niektórych stawonogów położony pomiędzy krętarzem a udem (występuje u pareczników i krocionogów) lub dosiebna część uda (np. u błonkówek).
U Spirostreptidae obecny na przedudziu pierwszej pary odnóży samców wyrostek processus praefemoralis ma istotne znaczenie taksonomiczne.
U błonkówek jako trochantellus lub przedudzie (praefemur) określana jest nasadowa, zwykle pierścieniowata część uda, przynajmniej częściowo wygraniczona od pozostałej jego części wciskiem lub bruzdą. W przypadku przedniej pary odnóży używany jest termin protrochantellus, w przypadku środkowej mesotrochantellus, a w przypadku tylnej metatrochantellus. Element ten wygląda często jak dodatkowy człon odnóża i bywał błędnie utożsamiany z drugim krętarzem (posttrochanterem).